# Richie Ryan (Highlander)
Pour les articles homonymes, voir Richie Ryan.
Richie Ryan est un personnage de la série télévisée Highlander interprété par Stan Kirsch.

## Biographie
En 1992, il cambriole le magasin d’antiquités de Duncan MacLeod et de Tessa Noël. Il assiste alors à un duel entre le Highlander et un autre immortel. Duncan et Tessa vont alors le prendre sous leur protection. Toujours à la recherche de ses origines, il va ainsi vivre et travailler honnêtement chez eux comme un fils adoptif. Richie va alors aider Duncan lorsque des immortels surviennent, notamment par des recherches d’informations. Duncan MacLeod va également aider Richie lorsque celui-ci aura de (nombreux) problèmes … notamment avec des immortels.
Un changement important va avoir lieu lors de la mort de Tessa Noël. Richie est également tué par l’assassin de la compagne de Duncan. La différence est que lui revient des morts : il est devenu immortel.
Par la suite, Duncan MacLeod va devenir le mentor de Richie. Il va lui apprendre le combat à l’épée ainsi que tout ce qu’il faut savoir sur « le Jeu » et les immortels. Au cours des années, Richie va devenir champion de moto et gagner quelques combats contre des immortels. Il restera toujours un ami fidèle de Duncan MacLeod.
Un an plus tard, McLeod, sous l'emprise d'un quickening noir le défie et le ridiculise. Richie ne doit la vie sauve qu'à une intervention de Dawson. Cette mésaventure brise Richie qui décide alors de partir et de parcourir les États-Unis. Il prend alors le réflexe de provoquer en duel tous les immortels qu'il croise et prendra plusieurs dizaines de têtes en quelques mois, dont celle d'Alec Hill. Alors qu'il vient de décapiter Carter Wellan, il est poursuivi par Haresh Clay qui brise sa rapière. Sans défense et arrêté par la police, McLeod paye sa caution et lui fournit une nouvelle arme. Après que McLeod eut décapité Clay, les deux se réconcilient et Richie revient à Seacouver. 
En 1997 à Paris, Duncan MacLeod va être victime d’horribles visions provoquées par un démon. En voulant l’aider, Richie Ryan va être accidentellement décapité par Duncan. Celui-ci l’a pris pour une de ses menaçantes visions.
Duncan MacLeod aura beaucoup de mal à se remettre de la mort – définitive – de son ami, survenue par sa faute.
Il disparait pendant 1 an, même les guetteurs de Joe Dawson ne le retrouvent pas ; il s'est réfugié dans un monastère cambodgien.
Dans le futur alternatif où McLeod n'existe pas, il est resté un petit truand et travaille pour Kronos et Methos, les 2 derniers Cavaliers de l'Apocalypse. Insatisfait de ses services, Methos le décapite sous le regard de Kronos.

## Commentaires
Les fans de la série auront également du mal à se remettre de la mort de Richie Ryan, survenue assez bizarrement à la fin de la cinquième saison. Cela provoquera une chute d’audience et précipitera la fin de la série à la sixième saison. David Abramowitz déclarera plus tard (avec le recul) que le dénouement final et son issue entre Duncan MacLeod et Richie Ryan fut une erreur.